# Dinastia nassarita
La dinastia nassarita (en àrab بنو نصر, Banū Nasr) va ser l'última dinastia àrab i musulmana a Espanya. La dinastia nassarita va arribar al poder després de la derrota del califat almohade a la batalla de Las Navas de Tolosa (1212). Una vintena d'emirs diferents van governar l'emirat de Gharnata des de la fundació de la dinastia el 1232 per Muhàmmad (I) al-Ghàlib fins al 2 de gener de 1492, quan Muhàmmad (XI) Boabdil es va rendir als reis cristians d'Aragó i Castella. Avui dia, l'evidència més visible dels nassarites és el recinte de l'Alhambra, palau construït sota el seu domini.

## Genealogia[2][3]
- Yússuf ibn Nasr

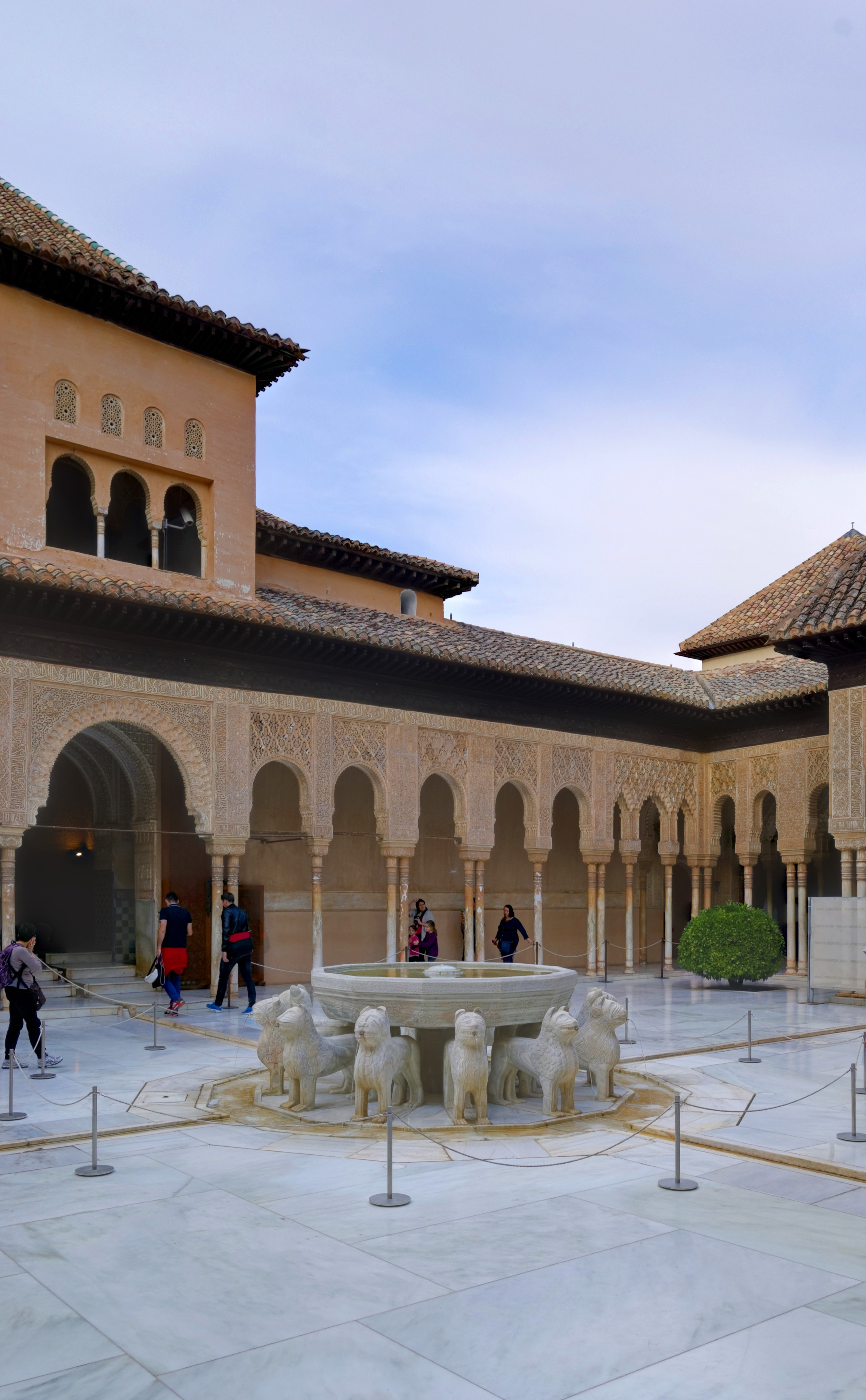
Pati dels lleons de l'Alhambra de Granada, palau edificat pels governants nassarites

  - Abu-Abd-Al·lah Muhàmmad (I) al-Ghàlib bi-L·lah (1232-1273)
    - Abu-Abd-Al·lah Muhàmmad (II) al-Faqih (1273-1302)
      - Abu-Abd-Al·lah Muhàmmad (III) al-Makhlú (1302-1309)
      - Abu-l-Juyuix Nasr ibn Muhàmmad (1309-1314)

  - Ismaïl
    - Fàraj
      - Abu-l-Walíd Ismaïl (I) (1314-1325)
        - Abu-Abd-Al·lah Muhàmmad (IV) (1325-1333)
        - Abu-l-Hajjaj Yússuf (I) al-Muàyyad bi-L·lah (1333-1354)
          - Abu-Abd-Al·lah Muhàmmad (V) al-Ghaní bi-L·lah (1354-1359) i (1362-1391)
            - Abu-l-Hajjaj Yússuf (II) al-Mustaghní bi-L·lah (1391-1392)
              - Abu-Abd-Al·lah Muhàmmad (VII) (1392-1408)
              - Alí
                - Abu-Nasr Sad al-Mustaín bi-L·lah (1454/55-1462 i 1462-1464)
                  - Abu-l-Hàssan Alí ibn Sad (Muley Hacen) (1464-1482 i 1483-1485)
                    - Abu-Abd-Al·lah Muhàmmad (XI) "Boabdil" (1482 i 1486-1492)

                  - Muhàmmad (XII) ibn Sad el Zagal 1485-1486

              - Abu-l-Hajjaj Yússuf (III) an-Nàssir li-din-Al·lah (1408-1417)
                - Abu-Abd-Al·lah Muhàmmad (VIII) al-Mutamàssik el Petit (1417-1419 i 1427-1430)
                  - Muhàmmad (X) el Xic (1453-1455/56)

              - Àhmad
                - Yússuf (V) el Coix (1445-1446/47)

            - Nasr
              - Abu-Abd-Al·lah Muhàmmad (IX) al-Ghàlib bi-L·lah l'Esquerrà (1419-1427, 1429/30-1431/32, 1432-1445, 1447-1450, 1450-1453)

          - Abu-l-Walid Ismaïl (II) (1359-1360)

      - Muhàmmad
        - Ismaïl
          - Abu-Abd-Al·lah Muhàmmad (VI) al-Ghàlib bi-L·lah "el Bermejo" (1360-1362)
            - una filla casada amb Muhàmmad ibn al-Mawl
              - Abu-l-Hajjaj Yússuf (IV) ibn al-Mawl (1431-1432)